# Грайф, Авнер
Авнер Грайф (Грейф; англ. Avner Greif; род. 1955) — американский экономист израильского происхождения.
В Тель-Авивском университете получил степени бакалавра (1981, экономика и история еврейского народа) и магистра (1985, история еврейского народа). В Северо-Западном университете (США) получил степени магистра (1988, экономика) и доктора философии (1989, экономика).
С 1989 года преподаёт в Стэнфордском университете (профессор с 1999 года).
Член Американской академии искусств и наук (с 2004).

## Основные произведения
- «Клиометрия сорок лет спустя: микротеория и экономическая история» (Cliometrics After Forty Years: Microtheory and Economic History, 1997)
- Avner Greif and Guido Tabellini. The Clan and the City: Sustaining Cooperation in China and Europe (англ.) : journal. — 2015.
- Avner Greif and Guido Tabellini. The Clan and the Corporation: Sustaining Cooperation in China and Europe (англ.) // Journal of Comparative Economics[англ.] : journal. — 2017. — Vol. 45, no. 1, Feb.. — P. 1—45.
- Грейф А. Институты и путь к современной экономике. Уроки средневековой торговли = Institutions and the Path to the Modern Economy: Lessons from Medieval Trade. (2006) — Издательский дом Высшей школы экономики, 2013.
  - Глава 2. Институты и трансакции // Экономическая социология. Т. 13. № 2. Март 2012.